# Nowosewastopolskoje
Nowosewastopolskoje (russisch Новосевастопольское) ist ein Dorf (selo) in Südrussland. Es gehört zur autonomen Republik Adygeja und hat 794 Einwohner (Stand 2019). Im Ort gibt es 15 Straßen. Das Dorf liegt an den Flüssen Béla und Laba, 18 km südöstlich von Krasnogvardéiskoie und 71 km nordwestlich von Maikop, der Hauptstadt der Republik. Bogursukov ist der nächstgelegene ländliche Ort.